# Nino Solari
Nino Solari (Sulmona, Abruços, 23 de març de 1938) va ser un ciclista italià que es dedicà principalment a la pista.
És el pare del també ciclista David Solari.

## Palmarès
- 1962
  - 1r als Sis dies d'Adelaida (amb Giuseppe Ogna)
- 1963
  - 1r als Sis dies d'Adelaida (amb Sydney Patterson)